# Mariakapel (Roosteren)

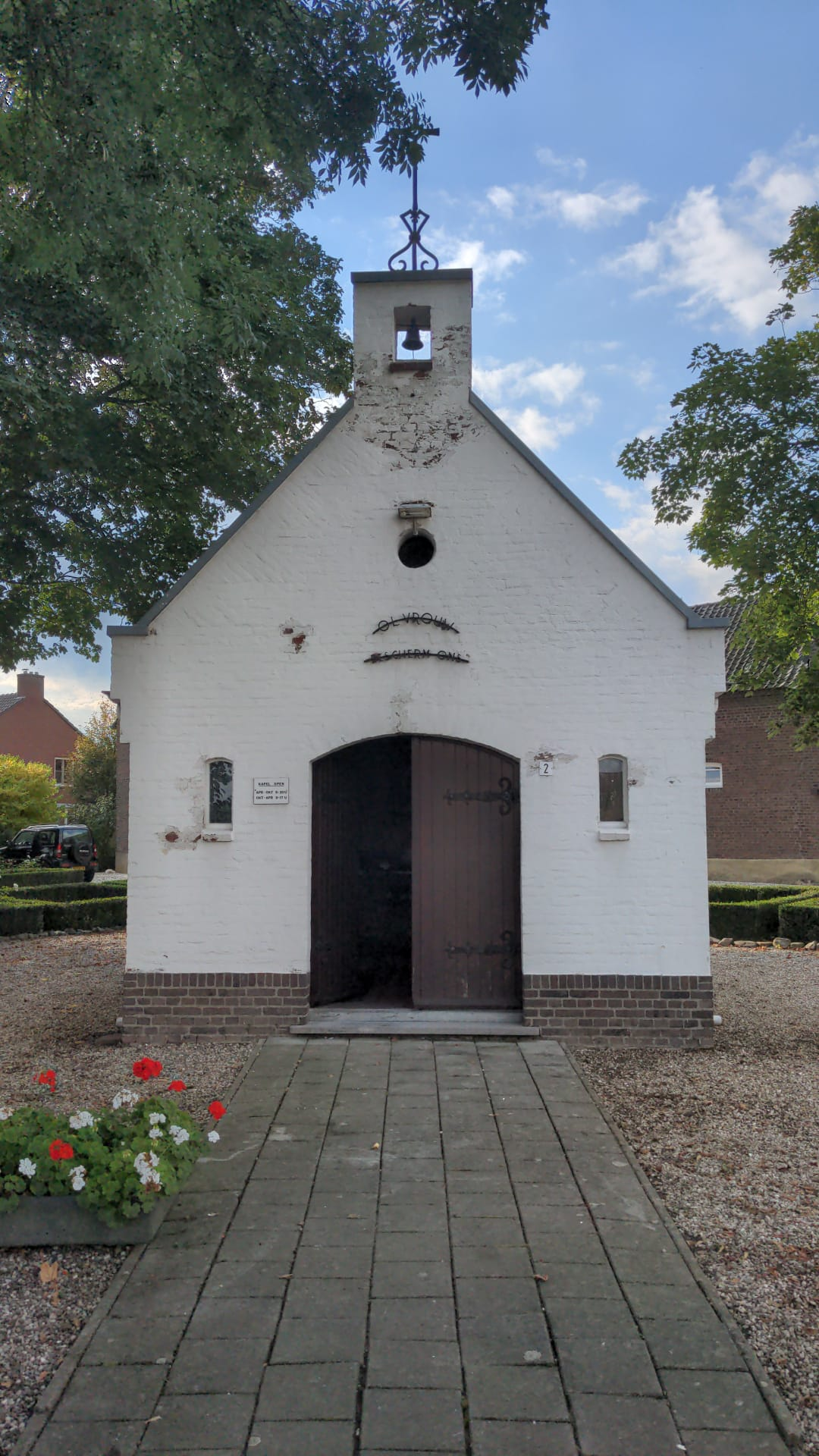
De Mariakapel

De Mariakapel is een kapel in Roosteren in de Nederlandse gemeente Echt-Susteren. De kapel staat op de hoek van de Maaseikerweg met de Kokkelertstraat in het westen van het dorp in buurtschap Kokkelert.
De kapel is gewijd aan de heilige Maria.

## Geschiedenis
In 1945 werd de kapel door buurtbewoners gebouwd ter ere van Onze-Lieve-Vrouw van Altijddurende Bijstand.

## Gebouw

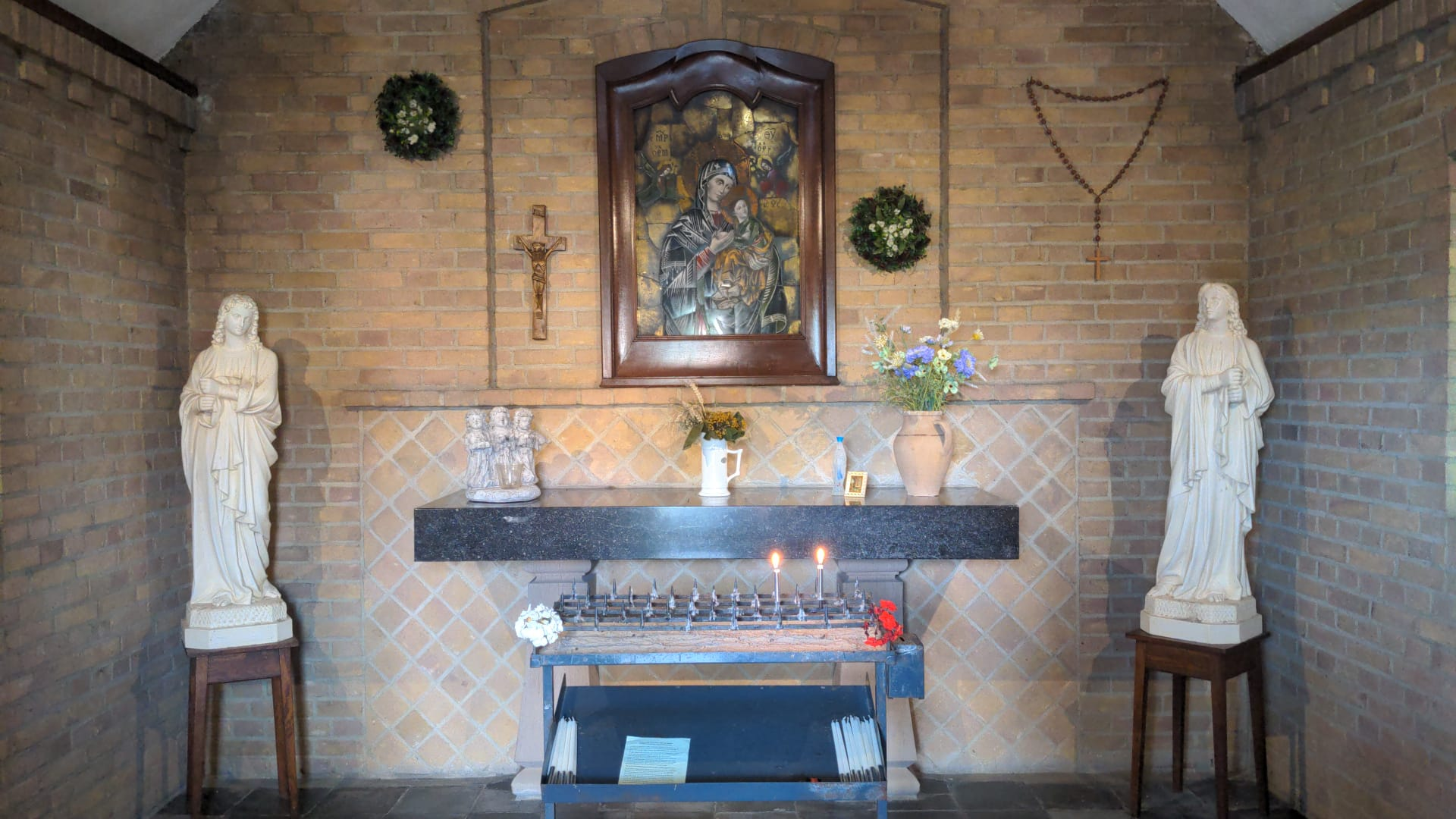
Interieur

De wit geschilderde bakstenen kapel is opgetrokken op een rechthoekig plattegrond en wordt gedekt door een verzonken zadeldak met pannen. In de beide zijgevels is elk een segmentboogvormig venster aangebracht. De frontgevel en achtergevel zijn een tuitegevel met schouderstukken en verbrede aanzet. Op de tuit van de frontgevel staat een smeedijzeren kruis en in de tuit hangt een klokje. De frontgevel bevinden bevat een rond venster, heeft in letters de tekst OL VROUW BESCHERM ONS aangebracht en bevat de segmentboogvormige toegang van de kapel die wordt afgesloten met een dubbele houten deur, met links en rechts van de toegang twee smalle vensters.
Van binnen is de kapel uitgevoerd in (ongeschilderd) metselwerk. Tegen de achterwand is een altaar geplaatst dat bestaat uit een altaar blad rustend op twee zuilen. Boven het altaar is in de achterwand een zeer ondiepe segmentboogvormige nis uitgespaard. In deze nis is een icoon met houten omlijsting opgehangen.